# Acciajuoliové

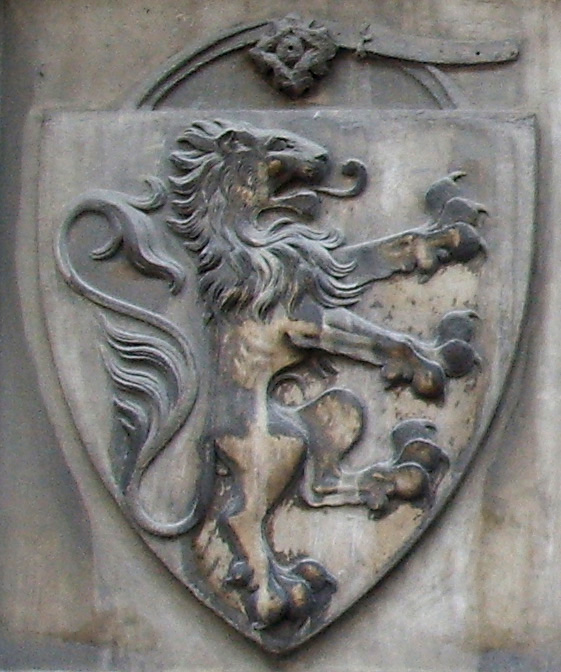
Erb rodu Acciajuoli

Acciajuoliové (italsky Acciajuoli, Acciaiuoli nebo Acciaioli) byl italský šlechtický rod bankéřů původem z Bergama. Rod od 12. století působil ve Florencii. Byl bankéřem papežů, neapolských Anjouovců, anglického krále Eduarda III. Jeho členové byli diplomaté, spisovatelé, náboženští hodnostáři, politici a bankéři. V 13. a 14. století ovládali obchod s obilím a textilem v oblasti dnešní jižní Itálie.

## Významní členové
- Angelo Acciaiuoli I. (1298–1357), biskup
- Angelo Acciaiuoli II. (1349–1408), kardinál
- Angelo Acciaioli di Cassano († 1467), diplomat
- Antonio I. Acciaiuoli († 1435), athénský vévoda
- Antonio II. Acciaiuoli († 1445), athénský vévoda
- Donato Acciaiuoli (1428–1478), učenec
- Francesco I. Acciaiuoli (působil 1451–1453), athénský vévoda
- Francesco II. Acciaiuoli († 1460), poslední athénský vévoda
- Giovanni Acciaiuoli (působil 1422), thébský arcibiskup
- Nerio I. Acciaiuoli († 1394), první athénský vévoda z rodu Acciajuoliů
- Nerio II. Acciaiuoli (1416–1451), druhý athénský vévoda
- Niccolò Acciaiuoli (1310–1365), voják a státník
- Zanobi Acciaiuoli (1461–1519), dominikánský mnich a učenec